# Lapita (djur)
Lapita är ett släkte av tvåvingar. Lapita ingår i familjen styltflugor.

## Dottertaxa tillLapita, i alfabetisk ordning[1]
- Lapita acanthotarsus
- Lapita boucheti
- Lapita bouloupari
- Lapita caerula
- Lapita chazeaui
- Lapita couleensis
- Lapita cudo
- Lapita dogny
- Lapita dugdalei
- Lapita dumbea
- Lapita duo
- Lapita expirata
- Lapita inhisa
- Lapita irwini
- Lapita kanakorum
- Lapita kraussi
- Lapita laniensis
- Lapita mou
- Lapita nishidai
- Lapita orstomorum
- Lapita ponerihouen
- Lapita pouebo
- Lapita raveni
- Lapita rembai
- Lapita rivularis
- Lapita schlingeri
- Lapita sedlacekorum
- Lapita semita
- Lapita spilota
- Lapita sylvatica
- Lapita ternata
- Lapita tillierorum
- Lapita yahoue
- Lapita yate